# Tom Wolfe
Thomas Kennerly "Tom" Wolfe (Richmond, Virginia, 1930. március 2. – New York, 2018. május 14.) amerikai író, újságíró.

## Életpályája
Tom Wolfe 1930. március 2-án Richmondban született Thomas Kennerly és Helen Wolfe gyermekeként. 1951-ben diplomázott a Washington és Lee Egyetemen. Doktorátusát (PhD) 1957-ben a Yale Egyetemen amerikai tanulmányokból szerezte. 1956-ban kezdte meg tíz évig tartó újságírói karrierjét; ezalatt többek közt a Springfield Union, The Washington Post, New York Herald-Tribune, New York magazine vagy az Esquire riportere volt. Az ötvenes évektől írásait ő illusztrálta.
Első könyve a New York magazine és az Esquire számára írott, a hatvanas évekről szóló cikkeinek gyűjteményeként, Kandírozott mandarinzselészínű áramvonal (The Kandy-Kolored Tangerine-Flake Streamline Baby) címmel 1965-ben jelent meg és bestseller lett. Ezzel Wolfe vezető alakjává vált a New Journalism (kb. új zsurnalisztika, új újságírás) stílusnak. Első regényét, a Hiúságok máglyáját (The Bonfire of the Vanities) a Rolling Stone magazin 1984-1985 között folytatásban közölte, majd 1987-ben könyv formájában is megjelent. Művei nagy népszerűségnek örvendenek, ugyanakkor nagyon vitatottak is. 2010. november 17-én vehette át az életművét elismerő, az Egyesült Államok Nemzeti Könyvdíjának az amerikai irodalomhoz való kimagasló hozzájárulásért járó medált (Medal for Distinguished Contribution to American Letters).

## Magánélete
Wolfe 1978-ban feleségül vette Sheila Bergert, a Harper's Magazin művészeti vezetőjét, akitől két gyereke született: Alexandra és Tommy. A családjával New Yorkban élt.

### Díjak, kitüntetések, elismerések
- 1961 – Washington Newspaper Guild Award
- 1977 – Virginia Laureate for literature
- 1980 – Nemzeti Könyvdíj (USA)
- 2010 – Nemzeti Könyvdíj (USA) – Az amerikai irodalomhoz való kimagasló hozzájárulásért járó medál

## Művei

### Angolul
- The Kandy-Kolored Tangerine-Flake Streamline Baby (1965)
- The Electric Kool-Aid Acid Test (1968)
- The Pump House Gang (1968)
- Radical Chic & Mau-Mauing the Flak Catchers (1970)
- The New Journalism (1973) (Ed. with EW Johnson)
- The Painted Word (1975)
- Mauve Gloves & Madmen, Clutter & Vine (1976)
- The Right Stuff (book)|The Right Stuff (1979)
- In Our Time (Wolfe book)|In Our Time (1980)
- From Bauhaus to Our House (1981)
- The Purple Decades (1982)
- The Bonfire of the Vanities (1987)
- A Man in Full (1998)
- Hooking Up (2000)
- I Am Charlotte Simmons (2004)
- Back to Blood (2012)

### Magyarul
- Kandírozott mandarinzselészínű áramvonal; ford., utószó Bartos Tibor; Európa, Bp., 1970 (Modern könyvtár)
- Festett malaszt; ford. Bartos Tibor; Európa, Bp., 1984 (Mérleg) ISBN 963-07-3514-8
- Hiúságok máglyája; ford. Fencsik Flóra; Magvető, Bp., 1991 ISBN 963-14-1862-6
- Az igazak. Az első amerikai űrhajósok története; ford. Bartos Tibor; Háttér, Bp., 1992 (Háttér repülőkönyvek) ISBN 963-7455-45-0
- Talpig férfi; ford. Zsámboki András; Athenaeum 2000, Bp., 2000 ISBN 963-85979-6-8
- Amerikai kapcsolat. Esszék, kisregény; ford. Magyarics Tamás, Reviczky Béla; Athenaeum 2000, Bp., 2002 ISBN 963-9261-72-6
- Savpróba; ford. Dányi Dániel; Cartaphilus, Bp., 2007 ISBN 978-963-7448-49-2
- Én, Charlotte Simmons; ford. Kövesdi Miklós; Athenaeum 2000, Bp., 2007 ISBN 978-963-9615-11-3
- Vérzivatar; ford. Gázsity Mila; Athenaeum, Bp., 2014